# Memorias de Saint-Simon
Las Memorias de Saint-Simon son una obra póstuma de Louis de Rouvroy, duque de Saint-Simon (1675-1755), cuyo manuscrito comprende casi 3000 páginas. Considerado un monumento de la literatura francesa, este texto ha tenido una influencia decisiva en autores como Chateaubriand, Stendhal, Balzac y Proust.
El título Memorias de Saint-Simon es el del manuscrito original, conservado en la Biblioteca Nacional de Francia.

## Contenido
Las memorias abarcan alrededor de treinta años, desde 1691 hasta 1723, al final del reinado de Luis XIV y en el período de la Regencia. 

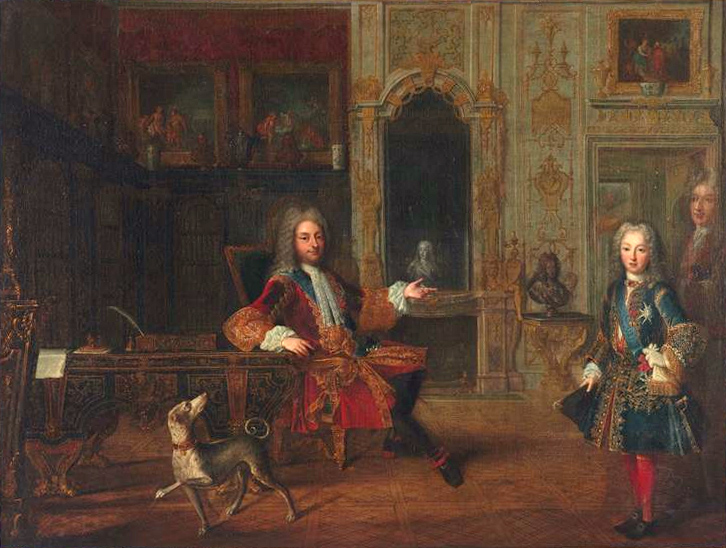
Luis XV niño y el Regente, el duque de Orleans

### Un testigo privilegiado de la corte
En 1691, cuando su padre contaba ya 86 años y él sólo 16, se estableció en un modesto Hôtel particulier (hotel privado) de Versalles e intrigó en la Corte para ingresar en los Mosqueteros; logró ser presentado a Luis XIV. Empezó así su carrera militar y participó en el asedio de Namur y en la batalla de Neerwinden; poco tiempo después el rey le dio el mando de la tercera compañía de caballería del Royal Roussillon.
Su padre falleció en abril de 1693, de forma que se convirtió en duque y par de Francia a los dieciocho años. Algo después el nuevo duque compró el Regimiento de Carabineros Reales, convirtiéndose así en maestre de campo, por más que sus responsabilidades militares pasaran a un segundo lugar frente a los asuntos cortesanos. Al año siguiente, en julio de 1694, empezó a escribir las Memorias, que luego retomaría en 1739.
El autor mantuvo durante la mayor parte de su vida una posición privilegiada en la sociedad y la corte de Francia sobre todo debido a su relación con Felipe de Orleans, futuro regente, que nació el 2 de agosto de 1674. Por lo tanto, Saint-Simon era "ocho meses menor que él a los 5 años" cuando lo conoció. La relación formada entre los dos jóvenes se convierte en "un apego muy largo, ya que duró en mí durante toda su vida, y que durará toda la mía". Por otro lado las Memorias no van más allá 1723, cuando el regente murió.
Si no llega a la camaradería, debido a las diferencias de carácter entre un virtuoso, melancólico y ambicioso Saint-Simon, y el duque de Orleans, con sus amantes, "su tipo de vida, su descuido y su facilidad natural"- esta amistad se convierte en cómplice en los gabinetes donde ambos se mezclan, preocupado por los falsos pasos de precedencia que el príncipe podría hacer, pero cariñoso y recíproco, cuando el duque está tentado a retirarse.
Sobre todo, la lealtad de Saint-Simon a Philippe d'Orléans es inquebrantable, incluso en los peores momentos de su distanciamiento con Louis XIV. Si a veces se confunden, "por las noches perdidas haciendo química o acuarela, que es lo mismo, para Saint-Simon: el colmo de la depravación ", esto hace que François-Régis Bastide vea en la relación "demasiada confianza, cuando suena la campana finalmente, el tiempo de caminar lado a lado en los caminos del poder", en 1715.

### Planteamiento
Solo tenemos una parte de las decenas de miles de páginas que escribió Saint-Simon, y es un conjunto de notas, memorias, cartas, d 'anotaciones, de escritos ocasionales, en los que "uno está tentado a ver ideas que esperan su forma", y las Memorias. La obra de Saint-Simon es parte de lo que Marc Fumaroli llama una "literatura de personas ingeniosas" que tiene sus propias características y géneros. Pertenece a una literatura de aficionados muy talentosos, de los cuales una característica confusa es la publicación tardía.
Un testigo capital, Saint-Simon describe detrás de la escena del poder político, revela la intriga y las ambiciones de personajes históricos o extraños que han sido olvidados. Comparte sus reflexiones, su ideología política y su pensamiento histórico. Abunda en retratos, anécdotas, genealogías, crónicas, conversaciones, comentarios, que se suceden en un todo dispar. Las múltiples facetas, la complejidad de la personalidad de Saint-Simon aparecen, "entre el desprecio soberano por lo que está sucediendo (la" nada del mundo ", la" nada en absoluto ") y el apego apasionado a las magnitudes temporales". Pero Saint-Simon es "global", y detrás de esta forma y complejidad dispares se encuentra una ideología y un pensamiento muy constantes, formados "por antagonismos importantes como variantes infinitas de este topos único: la usurpación eterna": es el punto de vista moral que da unidad a la obra. Después de su "renuncia", solo consigo mismo y decididamente superior a la adversidad, escribe y transforma su fortuna, o su desgracia, en destino, en un sueño de grandeza inalienable.

### La retirada de la corte

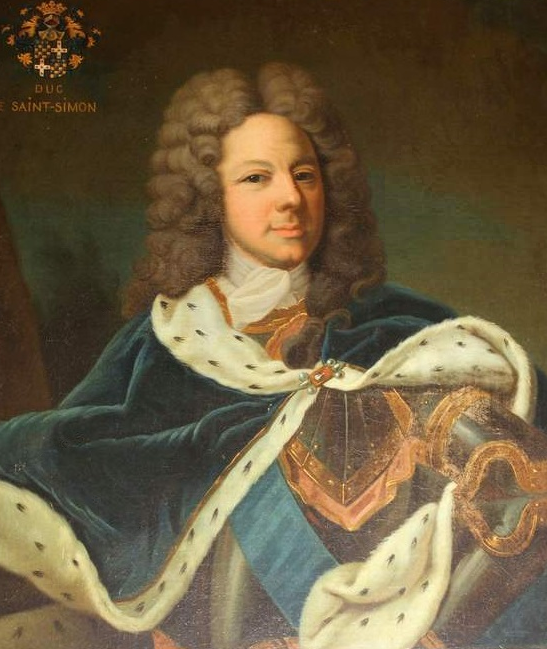
Saint-Simon. 1728

En sus Memorias, Saint-Simon presenta y comenta extensamente numerosos ejemplos de aristócratas que se retiran de la vida curial, los negocios y el siglo. La renuncia tiene como objetivo "poner un intervalo piadoso entre la vida y la muerte", pero sin olvidar que el cielo es jerárquico como la tierra.
Para Saint-Simon, la tradición cristiana de renunciar al mundo está encarnada e ilustrada en la persona de Rancé, un ser mundano convertido, cercano al duque de Orleans, que llama al abad "mi brújula". Se sintió seducido por este retiro, lo que significaba para él no un retiro del mundo sino un distanciamiento mundano para describir este mundo y discernir la verdad de las apariencias, que es el proyecto de sus Memorias.
Pero, en el espíritu cortesano, cualquier retirada de la vida curial implica una condena latente por parte del Rey, con la sospecha de incompatibilidad, antagonismo o incluso "intrigas y negocios turbios", o incluso acusaciones de Jansenismo. Por lo tanto, retirarse es perder ante la corte el estatus social y mundano, y Saint-Simon intenta, por ejemplo, disuadir a Beauvillier de abandonar su cargo, argumentando que esto constituiría "un descanso anticipado fuera de lugar, tiempo y temporada, una usurpación de la jubilación, sinónimo de prevaricación».

### Estilo
El estilo de Saint-Simon es sin duda un reflejo de la elocuencia tal como se concibe en la corte, donde se ha desarrollado una cultura del habla, tan artística y refinada como la cultura música. Escribe en un dialecto específico, el de la conversación de la corte, hablada en su entorno de las grandes familias aristocráticas. En sus retratos, él mismo evoca las palabras de sus personajes con características tales como elocuencia gentil, trucos encantadores, una voz conmovedora, una expresión particular, por la cual "todo fluyó de la fuente, todo persuadió".
Este estilo, sin embargo, conserva una gran naturalidad debido a las raíces que estas familias mantienen "en las provincias por sus tierras, en las personas por su gran domesticidad, en la tradición oral por su memoria. El desdén aristocrático de la pedantería (el duque y los compañeros van tan lejos como para hablar, con respecto a Luis XIV, del "Rey, su anciana y su bastardo"). Le da un discernimiento muy seguro para preferir "a la academia francesa" "un suculento rock francés y antiguo", contrario a la prosa rebuscada de Voltaire o Fontenelle.
El estilo de Saint-Simon se caracteriza por la diversidad, la libertad. La oración a veces se hincha en una enumeración, pero Saint-Simon también es un virtuoso de la elipse, en textos donde "omite toda la grasa para mantener solo el nervio y el músculo", lo que produce una expresión feliz. Para expresar que los cortesanos complacían al Rey solo con la condición de aniquilarse a sí mismos ante él, Saint-Simon encontró esta fórmula: la única forma de complacer al Rey era tener "el aire de la nada si no era por él". Proust subraya este arte de la concisión, citando el ejemplo del marqués de Maulévrier que comete una violación de la etiqueta, y el duque agrega: sin saber si fue "ignorancia o a propósito".
En el mejor de los casos, Saint-Simon doma y sacude un lenguaje flexible y disponible, y su prosa combina lucidez y delirio. Su estilo "chispeante, incandescente, galvánico y espeso" atestigua entonces un "genio del artista" en su visión "percusiva y violenta, aterradora, frenética, alucinada". Como Cioran sugiere sobre Saint-Simon (y Joseph de Maistre), su estilo es también una prerrogativa y como el lujo de su fracaso: "furiosos por ser contradichos por los acontecimientos, se apresuran, consternados, en el verbo del cual, en ausencia de un recurso más sustancial, obtienen venganza y consuelo [...] Queriendo diseccionar su prosa, vale la pena analizar una tormenta".

## Ediciones

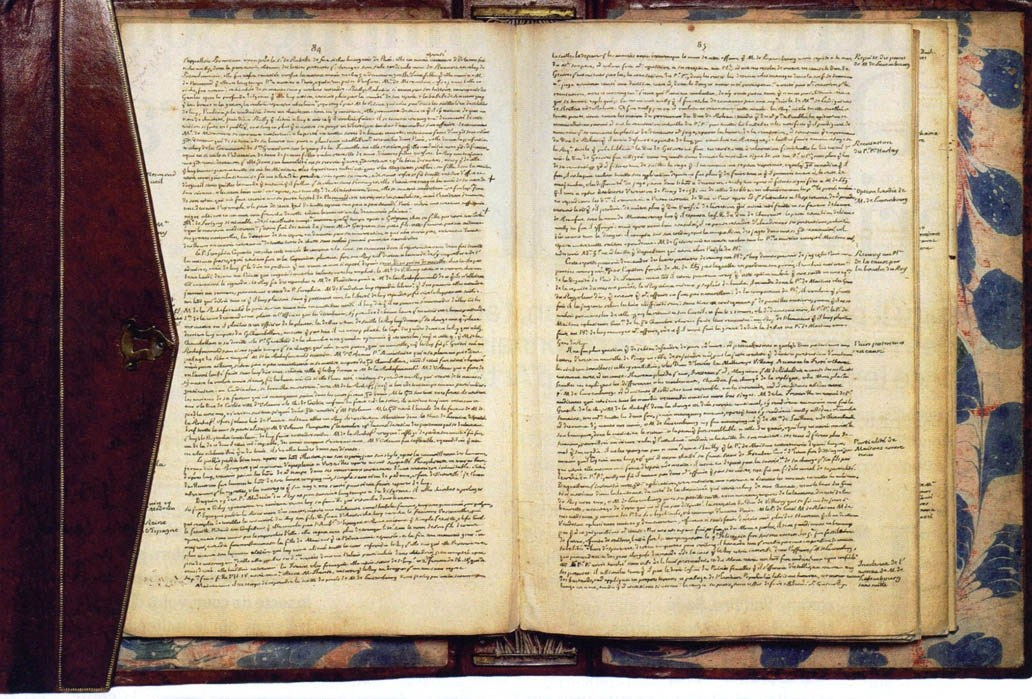
Manuscrito autógrafo de las Memorias de Saint-Simon, conservado en la Biblioteca Nacional de Francia.

Las Memorias de Saint-Simon, escritas en los años 1739-1749, fueron incautadas por orden del duque de Choiseul en 1760 y solo pudieron aparecer como extractos entre 1781 y 1790, en París y Bruselas. La primera edición completa tuvo que esperar a la Restauración y los años 1829-1830.
Todavía no hay una traducción íntegra al español de las “Memorias” de Saint-Simon. Solo se han vertido antologías y excerpta.

### Ediciones completas
La primera edición completa del manuscrito original fue producida bajo la Restauración en 1829-1830. La siguiente de manera más científica por Adolphe Chéruel en Hachette en 1856, seguida por la de Arthur de Boislisle desde 1879. Jean-Claude Lattès publicó una edición completa, en veinte volúmenes, cada uno de los cuales fue prologado por un escritor diferente.
La primera edición en la Biblioteca de la Pléiade, publicada por Gallimard, es la de Gonzague Truc (1947-1961), y la segunda, en la misma colección, es la de Yves Coirault, en ocho volúmenes (1981-1990) Esta comprende:
1. Saint-Simon (1983). Mémoires (1691-1701). Bibliothèque de la Pléiade. Paris: Gallimard. p. 1664. ISBN 2-07-010958-5. Mémoires, vol. I1983.
  - Yves Coirault. Introduction générale. p. I-LXXI. Coirault, Introduction1983.
  - Yves Coirault. Chronologie sommaire. p. LXXXI-XCVI. Coirault, Chronologie1983.
  - Yves Coirault. Les résidences de Saint-Simon. p. XCIX-C. Coirault, Résidences1983.
  - Yves Coirault. Note sur l'édition. p. CI-CVI. Coirault, Présentation1983.
  - Saint-Simon. Additions au Journal de Dangeau. p. 929-1156. Annotations au Journal de Dangeau, vol. I1983.
  - Yves Coirault. Notes et variantes. p. 1159-1642. Coirault, notes I1983.
2. Saint-Simon (1983). Mémoires (1701-1707). Bibliothèque de la Pléiade. Paris: Gallimard. p. 1706. ISBN 2-07-011001-X. Mémoires, vol. II1983.
  - Saint-Simon. Additions au Journal de Dangeau. p. 1001-1173. Annotations au Journal de Dangeau, vol. II1983.
  - Yves Coirault. Notes et variantes. p. 1182-1683. Coirault, notes II1983.
3. Saint-Simon (1984). Mémoires (1707-1710). Bibliothèque de la Pléiade. Paris: Gallimard. p. 1650. ISBN 2-07-011010-9. Mémoires, vol. III1984.
  - Saint-Simon. Additions au Journal de Dangeau. p. 1045-1150. Annotations au Journal de Dangeau, vol. III1984.
  - Yves Coirault. Notes et variantes. p. 1155-1631. Coirault, notes III1984.
4. Saint-Simon (1985). Mémoires (1711-1714). Bibliothèque de la Pléiade. Paris: Gallimard. p. 1546. ISBN 2-07-011011-7. Mémoires, vol. IV1985.
  - Saint-Simon. Additions au Journal de Dangeau. p. 921-1050. Annotations au Journal de Dangeau, vol. IV1985.
  - Yves Coirault. Notes et variantes. p. 1053-1524. Coirault, notes IV1985.
5. Saint-Simon (1985). Mémoires (1714-1716). Bibliothèque de la Pléiade. Paris: Gallimard. p. 1724. ISBN 2-07-011012-5. Mémoires, vol. V1985.
  - Saint-Simon. Additions au Journal de Dangeau. p. 911-1114. Annotations au Journal de Dangeau, vol. V1985.
  - Yves Coirault. Notes et variantes. p. 1121-1704. Coirault, notes V1985.
6. Saint-Simon (1986). Mémoires (1716-1718). Bibliothèque de la Pléiade. Paris: Gallimard. p. 1488. ISBN 2-07-011013-3. Mémoires, vol. VI1986.
  - Saint-Simon. Additions au Journal de Dangeau. p. 885-992. Annotations au Journal de Dangeau, vol. VI1986.
  - Yves Coirault. Notes et variantes. p. 995-1460. Coirault, notes VI1986.
7. Saint-Simon (1987). Mémoires (1718-1721). Bibliothèque de la Pléiade. Paris: Gallimard. p. 1636. ISBN 2-07-011014-1. Mémoires, vol. VII1987.
  - Saint-Simon. Additions au Journal de Dangeau. p. 865-974. Annotations au Journal de Dangeau, vol. VII1987.
  - Yves Coirault. Notes et variantes. p. 977-1609. Coirault, notesVII1987.
  - Yves Coirault. Le lit de justice (26 août 1718). p. 1609-1611. Coirault, notesVII1987.
8. Saint-Simon (1988). Mémoires (1721-1723). Bibliothèque de la Pléiade. Paris: Gallimard. pp. 1884. ISBN 2-07-011015-X. Mémoires, vol. VIII1988.
  - Saint-Simon. Additions au Journal de Dangeau. p. 667-709. Annotations au Journal de Dangeau, vol. VIII1988.
  - Yves Coirault. Notes et variantes. p. 713-1099. Coirault, notes VIII1988.

### Extractos y antologías.
- Saint-Simon, Mémoires (extraits) et œuvres diverses, Gallimard, coll. « Folio classique », 1993, 612 p.
- Saint-Simon, Mémoires, Folio, 2006
- Saint-Simon, Mémoires (anthologie), éd. de François Raviez, Livre de poche, coll. « La Pochothèque », 2007
- Duc de Saint-Simon, Mémoires sur la Régence, Flammarion, coll. « Mille & Une Pages »